# Оргощ
Оргощ или Оргощь — древнерусский город в Черниговском княжестве. Упоминается под 1159 годом в Ипатьевской летописи. Отождествляется с городищем у села Рогощи на левом берегу реки Белоус в 19 км от Чернигова. К округлому городищу диаметром около 200 м и окружённому кольцевым валом примыкает неукреплённое селище-посад. Обнаружены углублённые и наземные жилища X—XIII веков, хозяйственные постройки, различный бытовой инвентарь. По всей вероятности, Оргощ прекратил своё существование после Батыева нашествия.
На противоположном берегу реки Белоус рядом с селом Табаевка расположены курганы X века, относящиеся к городищу Оргощ.